# هايوود قاولد
هايوود قاولد (بالإنجليزية: Heywood Gould)‏ هو صحفي وكاتب سيناريو وكاتب ومخرج أمريكي، ولد في 19 ديسمبر 1942 في ذا برونكس في الولايات المتحدة.

## وصلات خارجية
- الموقع الرسمي
- هايوود قاولد على موقع IMDb (الإنجليزية)
- هايوود قاولد على موقع ألو سيني (الفرنسية)
- هايوود قاولد على موقع أول موفي (الإنجليزية)
- هايوود قاولد على موقع قاعدة بيانات برودواي على الإنترنت (الإنجليزية)
- هايوود قاولد على موقع قاعدة بيانات الأفلام السويدية (السويدية)
- هايوود قاولد على موقع قاعدة بيانات الفيلم (الإنجليزية)
- هايوود قاولد على موقع كينوبويسك (الروسية)